# 苗圃

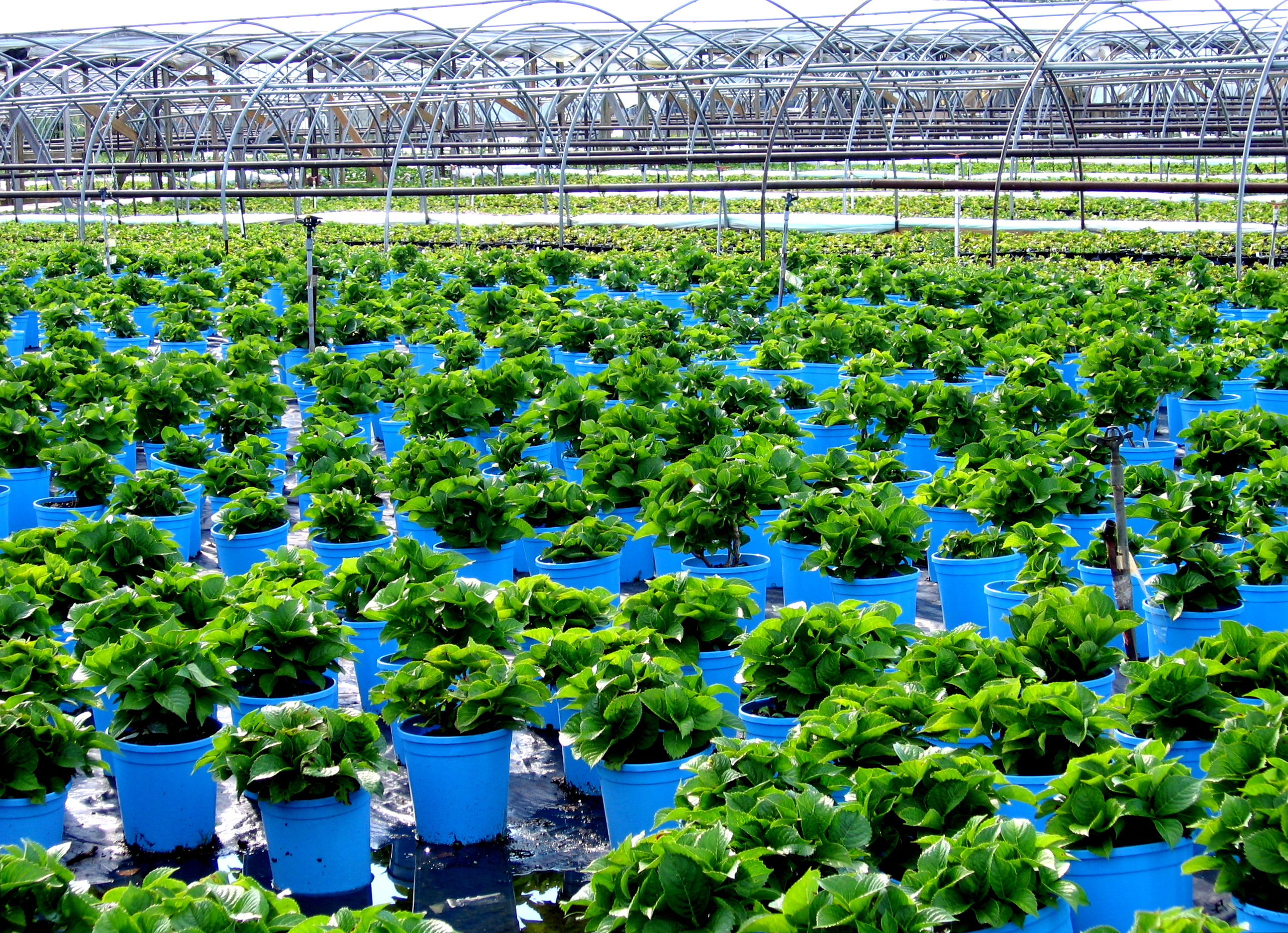
苗圃里的植物

苗圃是一个種植植物幼苗的地方。這些植物大多用于园艺、林业或保育生物學，與农业無關。這些苗圃可以向公众出售、只向專門企业出售以及作為私人苗圃向私人庄园出售。有些人还会从事植物育种工作。
有些苗圃專注於某些領域，其中可能包括： 繁殖以及向其他苗圃出售小根或裸根植物；將植物材料種植到可銷售的尺寸或零售量。苗圃也可能專門種植一種植物，例如地被植物、遮蔭植物或假山花園植物。有些生產特定品種的散裝苗木，無論是幼苗或嫁接樹，用於果園的果樹或林業的用材樹。一些生產商季節性生產庫存，在春季準備好出口到較冷的地區，這些地區不可能這麼早就開始繁殖，或者出口到季節性害蟲阻礙了在季節早期生長的地區。

## 苗圃
苗圃有多種不同類型，大致可分為批發或零售苗圃，根據具體業務的不同，有些重疊。批發苗圃生產大量植物並出售給零售苗圃。
批發苗圃可能是使用小面積土地生產特定類型植物的小型企業，也可能是佔地數英畝的大型企業。他們繁殖植物材料或從其他苗圃購買植物，其中可能包括有根或無根的插條，或稱為插塞的小根植物，或田間種植的裸根植物，將其種植並生長到所需的大小。一些批發苗圃根據合約為其他苗圃生產植物，這些苗圃訂購特定數量和尺寸的植物，而其他苗圃則生產各種植物，出售給其他苗圃和園藝師，並以先到先得的方式出售。零售苗圃出售可放置在景觀中或用於家庭和企業的植物。

## 方法
繁殖苗圃透過種子、插枝、組織培養、嫁接或分株生產新植物。然後將植物長到可銷售的尺寸，並出售給其他苗圃，這些苗圃可以繼續在更大的容器中種植植物，或將它們種植到所需的尺寸。繁殖苗圃也可以出售足夠大的植物材料用於零售，從而直接銷售給零售苗圃或園藝中心（很少繁殖自己的植物）。
苗圃在露天田地、貨櫃田、隧道或溫室中種植植物。在開闊的田野中，苗圃種植裝飾性樹木、灌木和多年生草本植物。貨櫃苗圃裡種植小樹、灌木和草本植物，通常是運往園藝中心銷售。它們具有適當的通風、陽光等。